# Evan Bird
Evan Bird, né le 23 mai 2000, est un acteur canadien, notamment connu pour son interprétation d'un enfant star toxicomane dans le film Maps to the Stars, de David Cronenberg.

## Biographie
Originaire de Vancouver, au Canada, Evan Bird commence à tourner à l'âge de sept ou huit ans. Il tient des petits rôles dans plusieurs séries télévisées avant de décrocher le rôle récurrent de Tom Larsen dans la série The Killing. C'est en le repérant dans cette série que le réalisateur David Cronenberg fait appel à lui pour incarner le rôle d'un enfant star dans son film Maps to the Stars, une satire sur la débauche à Hollywood. Il y interprète un jeune acteur adulé par ses fans, qui sort d'une cure de désintoxication et cherche à poursuivre sa carrière, guidé par ses parents. Evan Bird apparaît en 2014 comme l'une des révélations du festival de Cannes, où le film est présenté, et reçoit les éloges de la presse aux côtés de Julianne Moore, lauréate du Prix d'interprétation féminine,.

## Filmographie

### Cinéma
- 2012 : Chained de Jennifer Lynch : Rabbit jeune
- 2014 : Maps to the Stars de David Cronenberg : Benjie Weiss

### Télévision
- 2011 : Fringe, saison 4, épisode 3 : Aaron Sneddon
- 2011 - 2012 : The Killing : Tom Larsen